# Weismes

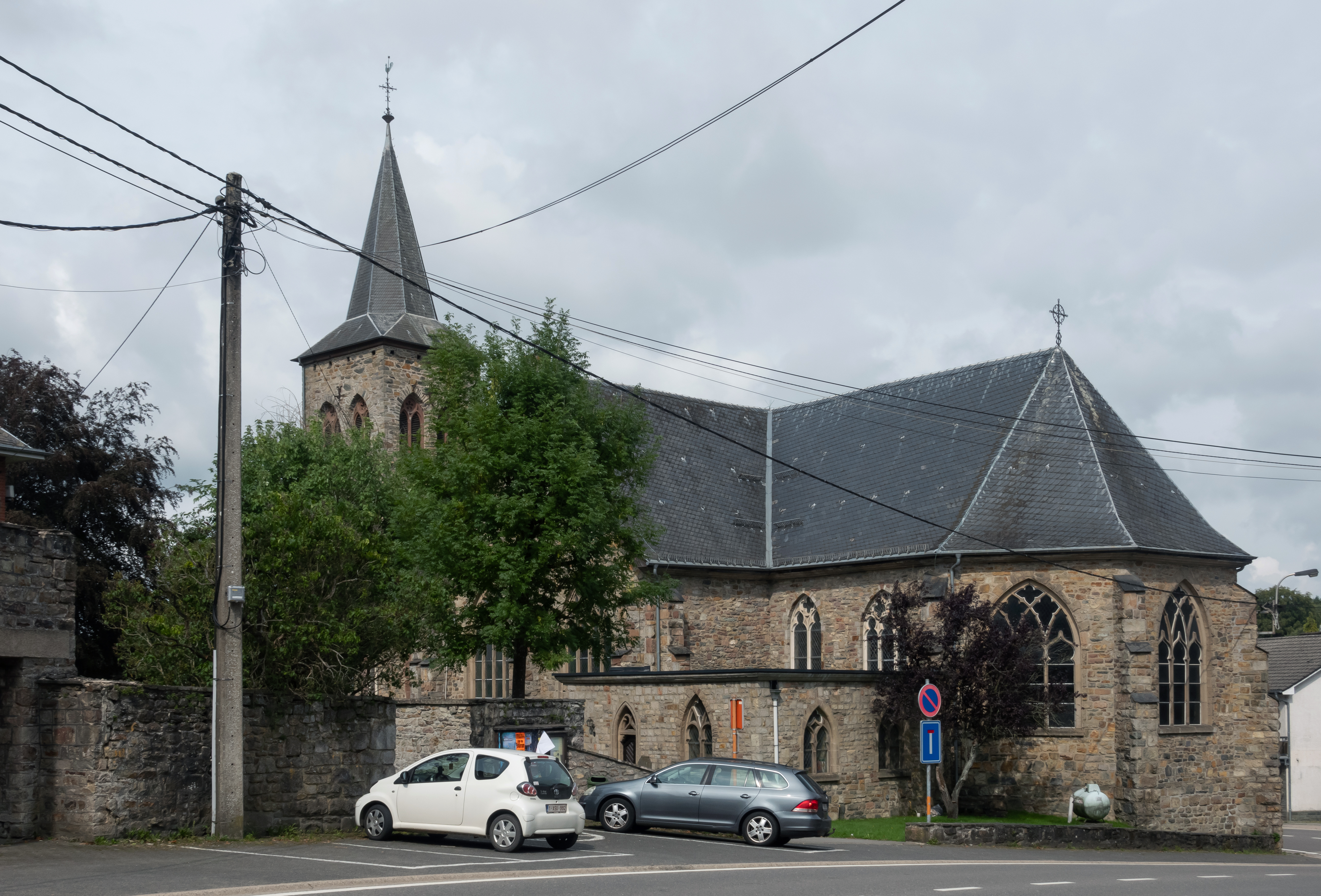
Weismes, kerk: l'église Saint-Saturnin

Weismes (Frans: Waimes; Duits: Weismes) is een plaats en faciliteitengemeente (voor de Duitstalige inwoners) in het arrondissement Verviers in de provincie Luik in België. De gemeente in de Oostkantons telt ruim 7000 inwoners. De gemeente wordt met Malmedy om historische redenen gerekend tot de Oostkantons die in 1920 Belgisch werden ingevolge het Verdrag van Versailles, maar valt net als Malmédy niet onder de bevoegdheid van de Duitstalige Gemeenschap.

## Geografie
Weismes ligt ten oosten van Malmedy. Het noordoosten van het gemeentelijk grondgebied grenst aan Duitsland en bevat een belangrijk deel van de Hoge Venen. Het is de hoogstgelegen gemeente van België met heuveltoppen die hoogtes van meer dan zeshonderd meter bereiken, onder andere het Signaal van Botrange (694 meter). Door de gemeente stromen de rivier de Amblève (Duits: Amel) en de riviertjes de Warche en de Warchenne. De Roer vindt ook zijn bron op het gebied van de gemeente, naast het Signaal van Botrange.
Weismes herbergt op zijn grondgebied onder andere het Meer van Robertville (Lac de Robertville, een stuwmeer) en de Burcht Reinhardstein. Deze twee regio's plus de bijbehorende plaatsen Robertville en Ovifat maken deel uit van het natuurreservaat de Hoge Venen.

## Kernen

### Deelgemeenten
| # | Naam        | Opp. (km²) | Inwoners (2020) | Inwoners per km² | NIS-code |
| - | ----------- | ---------- | --------------- | ---------------- | -------- |
| 1 | Weismes     | 35,96      | 3.823           | 106              | 63080A   |
| 2 | Robertville | 53,08      | 2.632           | 50               | 63080B   |
| 3 | Faymonville | 8,50       | 923             | 109              | 63080C   |

### Overige kernen
- Weismes (Waimes)
  - Bruyères
  - Champagne
  - Gueuzaine
  - Libomont
  - Walk
- Faymonville
  - Ondenval
  - Remonval
  - Thirimont
- Robertville
  - Ovifat
  - Sourbrodt

## Demografische ontwikkeling

### Demografische ontwikkeling voor de fusie
- Bronnen:NIS, Opm:1930 tot en met 1970=volkstellingen, 1976 inwoneraantal op 31 december

### Demografische ontwikkeling van de fusiegemeente
Alle historische gegevens hebben betrekking op de huidige gemeente, inclusief deelgemeenten, zoals ontstaan na de fusie van 1 januari 1977.
- Bronnen:NIS, Opm:1930 tot en met 1981=volkstellingen; 1990 en later= inwonertal op 1 januari

| Inwoners van jaar tot jaar op 1 januari 1992 tot heden | Inwoners van jaar tot jaar op 1 januari 1992 tot heden | Inwoners van jaar tot jaar op 1 januari 1992 tot heden |
| jaar                                                   | Aantal                                                 | Evolutie: 1992=index 100                               |
| ------------------------------------------------------ | ------------------------------------------------------ | ------------------------------------------------------ |
| 1992                                                   | 5.988                                                  | 100,0                                                  |
| 1993                                                   | 6.033                                                  | 100,8                                                  |
| 1994                                                   | 6.107                                                  | 102,0                                                  |
| 1995                                                   | 6.211                                                  | 103,7                                                  |
| 1996                                                   | 6.300                                                  | 105,2                                                  |
| 1997                                                   | 6.338                                                  | 105,8                                                  |
| 1998                                                   | 6.376                                                  | 106,5                                                  |
| 1999                                                   | 6.473                                                  | 108,1                                                  |
| 2000                                                   | 6.503                                                  | 108,6                                                  |
| 2001                                                   | 6.498                                                  | 108,5                                                  |
| 2002                                                   | 6.559                                                  | 109,5                                                  |
| 2003                                                   | 6.594                                                  | 110,1                                                  |
| 2004                                                   | 6.636                                                  | 110,8                                                  |
| 2005                                                   | 6.654                                                  | 111,1                                                  |
| 2006                                                   | 6.728                                                  | 112,4                                                  |
| 2007                                                   | 6.825                                                  | 114,0                                                  |
| 2008                                                   | 6.811                                                  | 113,7                                                  |
| 2009                                                   | 6.977                                                  | 116,5                                                  |
| 2010                                                   | 7.044                                                  | 117,6                                                  |
| 2011                                                   | 7.054                                                  | 117,8                                                  |
| 2012                                                   | 7.110                                                  | 118,7                                                  |
| 2013                                                   | 7.231                                                  | 120,8                                                  |
| 2014                                                   | 7.309                                                  | 122,1                                                  |
| 2015                                                   | 7.410                                                  | 123,7                                                  |
| 2016                                                   | 7.461                                                  | 124,6                                                  |
| 2017                                                   | 7.493                                                  | 125,1                                                  |
| 2018                                                   | 7.429                                                  | 124,1                                                  |
| 2019                                                   | 7.425                                                  | 124,0                                                  |
| 2020                                                   | 7.379                                                  | 123,2                                                  |
| 2021                                                   | 7.417                                                  | 123,9                                                  |
| 2022                                                   | 7.414                                                  | 123,8                                                  |
| 2023                                                   | 7.542                                                  | 126,0                                                  |
| 2024                                                   | 7.563                                                  | 126,3                                                  |
| 2025                                                   | 7.560                                                  | 126,3                                                  |

## Politiek

### Resultaten gemeenteraadsverkiezingen sinds 1976
| Partij                                                        | 10-10-1976 | 10-10-1976 | 10-10-1982 | 10-10-1982 | 9-10-1988 | 9-10-1988 | 9-10-1994 | 9-10-1994 | 8-10-2000 | 8-10-2000 | 8-10-2006 | 8-10-2006 | 14-10-2012 | 14-10-2012 | 14-10-2018 | 14-10-2018 | 13-10-2024 | 13-10-2024 |
| Stemmen / Zetels                                              | %          | 17         | %          | 17         | %         | 17        | %         | 17        | %         | 17        | %         | 17        | %          | 19         | %          | 19         | %          | 19         |
| ------------------------------------------------------------- | ---------- | ---------- | ---------- | ---------- | --------- | --------- | --------- | --------- | --------- | --------- | --------- | --------- | ---------- | ---------- | ---------- | ---------- | ---------- | ---------- |
| IC1 / INTCOM2 / UG3 / ON4 / Waimes DemainA / Waimes & Vous #B | 26,011     | 4          | 28,152     | 5          | 13,91     | 2         | 7,291     | 0         | 10,833    | 1         | 22,474    | 3         | 91,0A      | 19         | 63,13B     | 12         | -          |            |
| ICR1 / EP2 / Waimes DemainA / Waimes & Vous #B                | 22,161     | 3          | 46,042     | 8          | 64,72     | 12        | 46,362    | 9         | 52,482    | 10        | 37,92     | 7         | 91,0A      | 19         | 63,13B     | 12         | -          |            |
| UC1 / EAC2 / A3 / DEPUTE4 / O.S.E.R.5                         | 51,831     | 10         | 23,252     | 4          | 21,393    | 3         | 45,114    | 8         | 36,695    | 6         | 39,635    | 7         | 91,0A      | 19         | 63,13B     | 12         | -          |            |
| GCM                                                           | -          |            | 2,56       | 0          | -         |           | 1,25      | 0         | -         |           | -         |           | -          |            | -          |            | -          |            |
| Creons 1 N M                                                  | -          |            | -          |            | -         |           | -         |           | -         |           | -         |           | 9,0        | 0          | -          |            | -          |            |
| W. Ensemble                                                   | -          |            | -          |            | -         |           | -         |           | -         |           | -         |           | -          |            | 36,87      | 7          | -          |            |
| Volonté Commune                                               | -          |            | -          |            | -         |           | -         |           | -         |           | -         |           | -          |            | -          |            | 63,08      | 12         |
| Waimes Avenir                                                 | -          |            | -          |            | -         |           | -         |           | -         |           | -         |           | -          |            | -          |            | 36,92      | 7          |
| Totaal stemmen                                                | 3790       | 3790       | 4032       | 4032       | 4204      | 4204      | 4355      | 4355      | 4506      | 4506      | 4760      | 4760      | 4771       | 4771       | 5039       | 5039       | 5129       | 5129       |
| Opkomst %                                                     |            |            |            |            | 95,94     | 95,94     | 95,36     | 95,36     | 94,47     | 94,47     | 94,80     | 94,80     | 87,80      | 87,80      | 88,89      | 88,89      | 87,44      | 87,44      |
| Blanco en ongeldig %                                          | 2,61       | 2,61       | 4,22       | 4,22       | 5,04      | 5,04      | 4,5       | 4,5       | 5,53      | 5,53      | 5,27      | 5,27      | 8,43       | 8,43       | 6,99       | 6,99       | 6,94       | 6,94       |

## Geschiedenis
De oudste sporen van menselijke bewoning dateren van de vroege ijzertijd. In Walk vinden we overblijfselen van een kleine versterkte keltische plaats die dateert uit de Hallstatt-periode.
Voor de komst van de Romeinen werd op grote schaal goud gewonnen in verschillende waterlopen en bij de bronnen van de Warchenne in Faymonville. In de 19e eeuw lagen er nog honderden stortplaatsen op de rivieroevers.  De ontdekking van deze plaatsen veroorzaakte in 1895 een goudkoorts in Faymonville.
In 670, tijdens het Merovingische tijdperk, legde Childerik II de oostgrens vast van het Abdijvorstendom Stavelot-Malmedy langs de Via Mansuerisca. Het grootste gedeelte van het grondgebied van Waimes was het oostelijk gebied van dit abdijvorstendom.

## Verkeer en vervoer

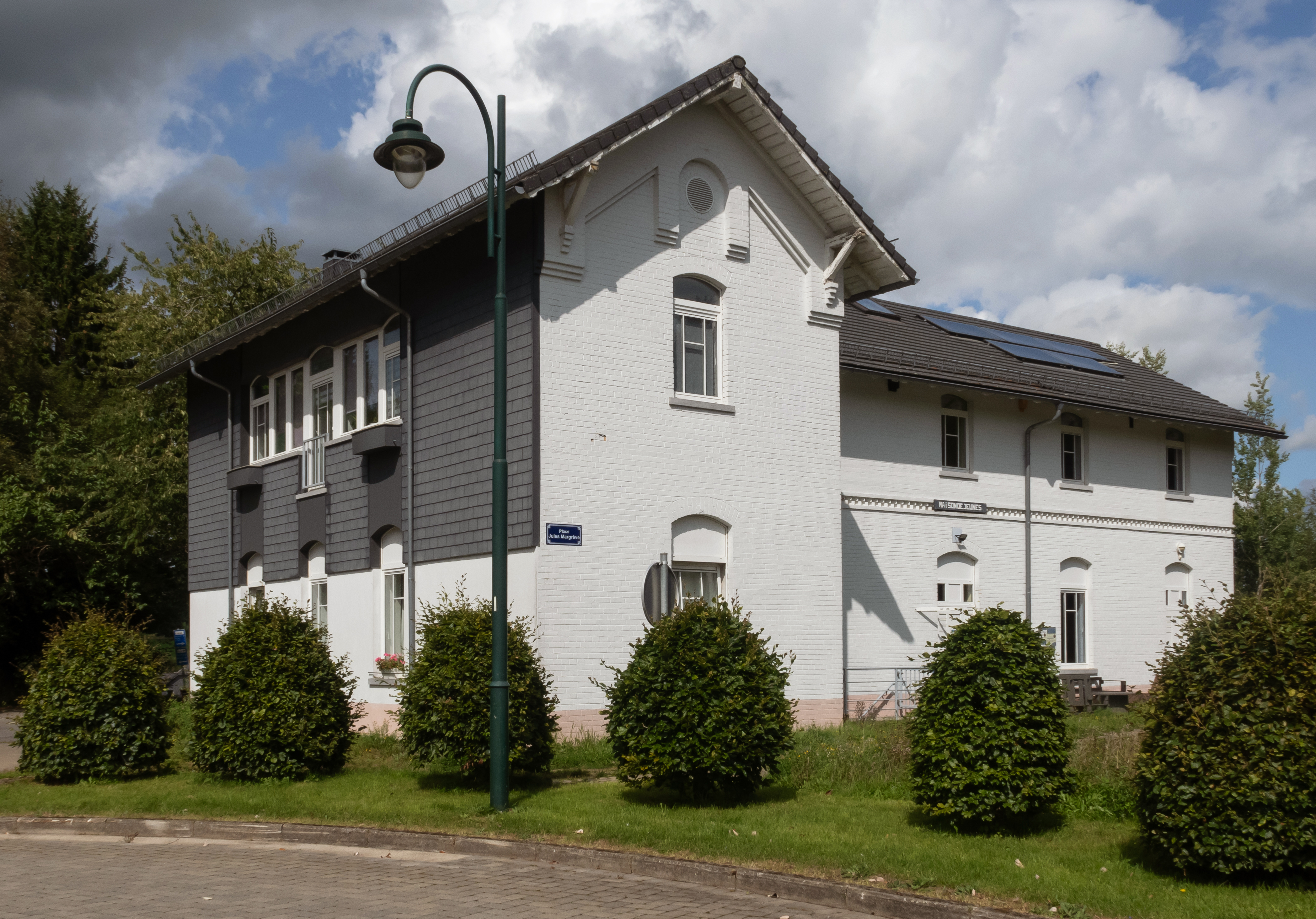
Weismes, het voormalige station Waimes

Weismes ligt aan een kruispunt van de wegen N632 en de N676.
De plaats had vroeger een station Waimes aan spoorlijn 48 (Aachen - Sankt Vith), waarop spoorlijn 45 (Waimes - Trois-Ponts) uitkwam. Verder liggen het station Sourbrodt en het station Robertville eveneens aan spoorlijn 48 in de gemeente Weismes. Ook het voormalige station Monschau aan spoorlijn 48 ook bekend van de Vennbahn ligt op het grondgebied van Weismes.

## Recreatie
Aan de N681 Agister – bij Walk even ten noorden van Weismes – ligt bij de bushalte Walk-Hagister – tegen de grens met Malmedy – het naturistische recreatiepark Le Perron Athena.

## Geboren in Weismes
- Joseph Maraite (1949-2021), politicus
- Anne Michel (1959-2023), atlete